# アリ＝ペッカ・ニッコラ
アリ＝ペッカ・ニッコラ（Ari-Pekka Nikkola、1969年5月16日 - ）は、フィンランド、北サヴォ県クオピオ出身の元スキージャンプ選手で、1986年から1998年に国際大会で活躍した。現在はスキージャンプ指導者。

## プロフィール
1985年12月30日にスキージャンプ週間のオーベルストドルフ大会でワールドカップデビューした。
1987年のノルディックスキージュニア世界選手権で優勝、直後のノルディックスキー世界選手権にて団体金メダルに貢献した。
オリンピックには1988年カルガリー大会から4大会連続して出場、同大会と1992年アルベールビル大会で団体金メダルを獲得した。個人戦においてはカルガリー大会と1998年長野大会のノーマルヒルでともに15位となったのが自己最高である。
ニッコラの最も輝かしい実績はノルディックスキー世界選手権で合計7個ものメダルを獲得していることである。その内訳は金メダル4個（1987年、1989年、1995年、1995年団体）、銀メダル2個（1989年ノーマルヒル個人、1991年団体）銅メダル1個（1991年ノーマルヒル個人）である。
スキーフライング世界選手権での自己最高位は6位が2度ある。
スキージャンプ・ワールドカップでは通算9勝（2位14回3位19回）をあげ、1989/90シーズンには総合優勝を果たしている。
1998年現役引退。2006年4月からスロベニアナショナルBチームのコーチとなる。
2007年1月にバジャ・バイツコーチが解任された後を受けてナショナルAチームコーチとなったが2007/08シーズン終了後ニッコラも解任された。